# Chessy (Seine-et-Marne)
Chessy település Franciaországban, Seine-et-Marne megyében. Lakosainak száma 7242 fő (2022. január 1.). Chessy Serris, Chalifert, Coupvray, Dampmart és Montévrain községekkel határos.

## Népesség
A település népességének változása:
| Lakosok száma | 4679 | 5131 | 5373 | 5633 | 5969 | 6304 | 6724 | 6875 | 7242 |
|               | 2013 | 2015 | 2016 | 2017 | 2018 | 2019 | 2020 | 2021 | 2022 |

## Nevezetességek
Itt található a Disneyland Paris.